# Nyängestjärnarna (Sorsele socken, Lappland, 723608-160399)
Nyängestjärnarna är en sjö i Sorsele kommun i Lappland, som ingår i Umeälvens huvudavrinningsområde. Nyängestjärnarna ligger i Vindelälven Natura 2000-område.